# Ch-47M2 Kinzjal

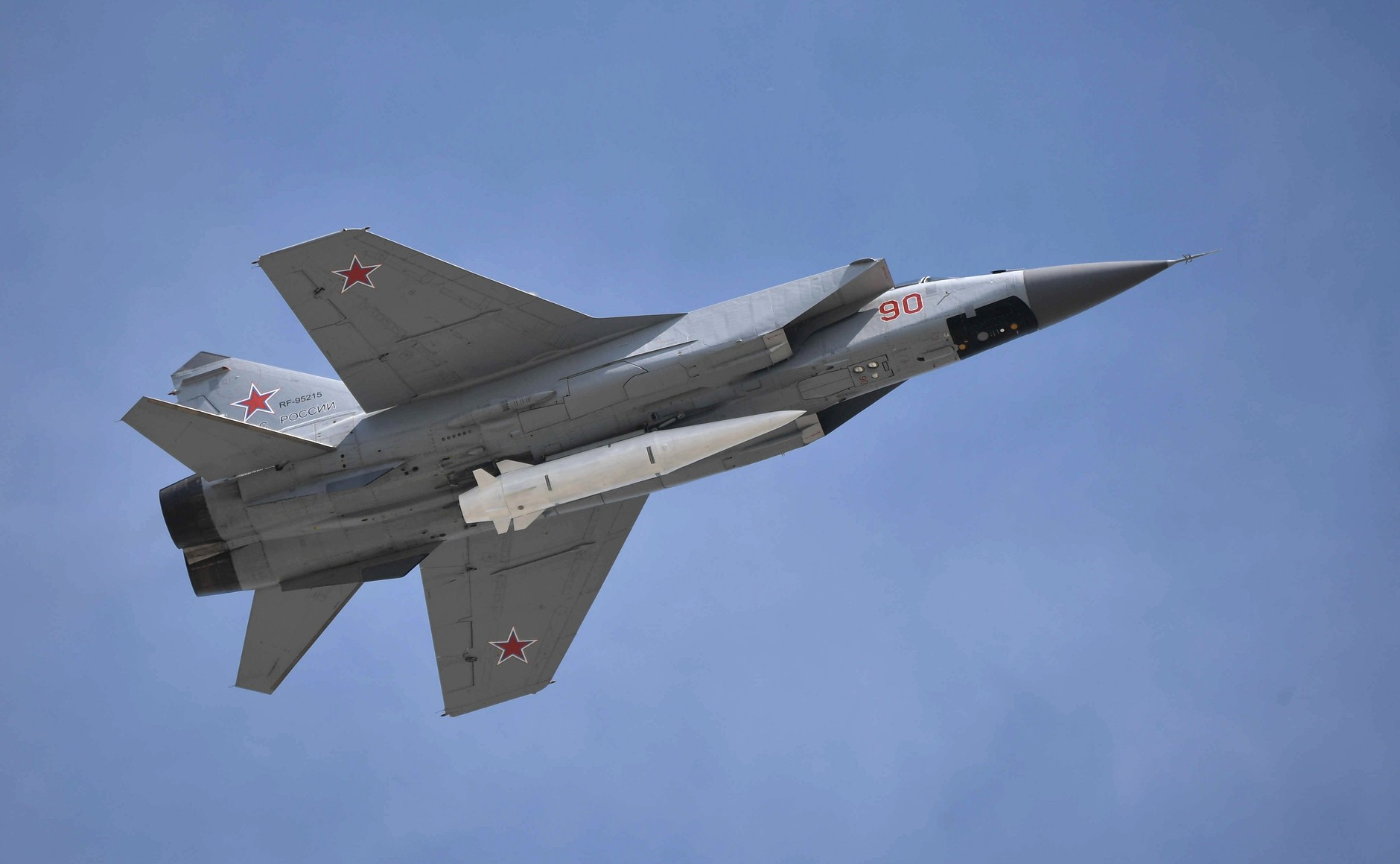
Een Ch-47M2 Kinzjal onder een Mikojan-Goerevitsj MiG-31

Ch-47M2 Kinzjal (Russisch: Х-47М2 Кинжал, ‘dolk’) is een Russische hypersonische lucht-grondraket, die een kernbom kan dragen en gelanceerd kan worden vanaf Tu-22M3 bommenwerpers of MiG-31K jachtvliegtuigen. Hij is niet te verwarren met de 9K35 Kinzjal, een luchtafweerraket op schepen.

## Ontwerp
De Ch-47M2 Kinzjal is ontworpen als een hypersonische lucht-grondraket die een kernbom tot 500 kiloton TNT-equivalent kan dragen. De raket kan gelanceerd worden vanaf een Mikojan-Goerevitsj MiG-31 Onderscheppingsvliegtuig of een Toepolev Tu-22M bommenwerper.
Ze is in dienst sinds december 2017.
De Ch-47M2 Kinzjal is ontworpen om een vliegdekschip te vernietigen en daarbij MIM-104 Patriot, THAAD en Aegis Combat System-luchtafweer te ontwijken.
De Ch-47M2 Kinzjal heeft een lanceermassa tussen de 2000 kg en 4300 kg en heeft een bereik 2000 km en snelheid mach-12.
Russisch president Vladimir Poetin vermeldde het wapen op 1 maart 2018 voor de Federatieve Vergadering van Rusland als een van de zes wapens in antwoord op de terugtrekking in 2002 van de Verenigde Staten uit het ABM-verdrag.

## Gebruik
Rusland heeft de Ch-47M2 Kinzjal voor het eerst ingezet in 2016  tijdens de Syrische burgeroorlog.
In mei 2018 waren 10 MiG-31K voorzien van Kinzjal-raketten. In december 2018 hadden vliegtuigen met Kinzjal-raketten 89 missies gevlogen boven de Zwarte Zee en de Kaspische Zee. In februari 2019 waren 380 oefenvluchten uitgevoerd, waarvan 70 met bijtanken in de lucht.
In november 2019 steeg een MiG-31 op vanaf vliegbasis Olenja op Kola en lanceerde een Kinzjalraket met mach-10 naar een doelwit te Chalmer-Joe. In juni 2021 lanceerde een MiG-31K van vliegbasis Chmeimim een Kinzjalraket tegen een doelwit in Syrië.
In februari 2022 zijn MiG-31 met Kinzjalraketten van vliegbasis Soltsy-2 in Oblast Novgorod naar vliegbasis Tsjernjachovsk in de westelijke exclave Oblast Kaliningrad overgevlogen.
Op 12 maart 2022 tijdens de Russische invasie van Oekraïne in 2022 hebben Kinzjalraketten een ondergrondse wapenopslag in Deliatyn en een brandstofvoorraad vernietigd.
Op 6 november zei Vladimir Solovjov op de Russische televisie dat Kinzjalraketten in 9 minuten Londen kunnen vernietigen. Op een vliegveld bij Minsk zouden satellietbeelden Kinzjalraketten opgemerkt hebben.
Op 8 maart 2023 hebben zes Kinzjalraketten infrastructuur van Oekraïne vernietigd.
Op 6 mei 2023 heeft een MIM-104 Patriot een Ch-47M2 Kinzjal boven Oekraïne onderschept.
Op 7 oktober 2024 heeft de Oekraïense luchtafweer Ch-47M2 Kinzjalraketten in het luchtruim boven Kyiv onderschept.